# 浦本雅史

浦本 雅史（うらもと まさし、1980年8月25日 - ）は、青葉台スタジオのレコーディング・エンジニア。大阪府出身。サカナクション、plenty、ねごと、DAOKO、Eveなど、バンドアーティストを中心にレコーディング、ミックス、サウンドプロデュースを手がける。サカナクションのSAKANAQUARIUM2015-2016 "NF Records launch tour"ではマニピュレーターとしても参加している。
2014年、青葉台スタジオのチーフエンジニアに就任。2015年、日本のレコーディングエンジニアとしては初めてApple Mastered for iTunesの公式ライセンスを取得する。

## 来歴・人物
- 2001年：バーニッシュストーンレコーディングスタジオに入社。
- 2004年：青葉台スタジオに入社。
- 2008年：SOI設立。
- 2014年：青葉台スタジオチーフエンジニアに就任。

## 関わった主なアーティスト
- サカナクション
- Eve
- DAOKO
- Plenty
- ねごと
- Chocolat & Akito
- Chara
- くるり
- フジファブリック
- Great3
- meiyo